# 성 불평등
성 불평등은 성별의 차이로 불평등한 상태이다. 성별임금격차 등이 있다. 
유리 천장은 여성이 승진하는데 존재하는 장벽을 의미한다. 또한 고위직에는 성비 불균형이 존재해 여성이 덜 대표되는 경향이 있다.

## 같이 보기
- 성 차별
- 대한민국의 성 불평등